# 小諸ツリーハウスプロジェクト
小諸ツリーハウスプロジェクト（こもろつりーはうすぷろじぇくと、英語: Komoro Tree House Project）とは、長野県小諸市にある、安藤百福記念 自然体験活動指導者養成センターにて行われている、アートプロジェクト。
安藤百福センターの敷地内に点在している、様々なクリエイターがデザインした「アートツリーハウス」を鑑賞することができる。また定期的にアートイベントも開催している。